# Édouard Baer
Édouard Baer (* 1. prosince 1966, Paříž) je francouzský herec a režisér.

## Životopis
Baer vyrostl v Paříži a studoval, mimo jiné, i na Collège Stanislas de Paris. V 18 letech vstoupil na soukromou školu Cours Florent. Později pracoval jako moderátor v rádiu, v období 1992 až 1997 na stanici Radio Nova. Poté přešel ke Canal+. V televizi i filmu vytvořil řadu rolí a následovala i režijní činnost. V letech 2008 a 2009 byl ceremoniářem na filmovém festivalu v Cannes.

## Filmografie (výběr)

### Herec
- 2001 – Betty Fisher et autres histoires
- 2002 – Asterix a Obelix: Mise Kleopatra
- 2007 – Molière
- 2007 – La Fille coupée en deux
- 2010 – Une exécution ordinaire
- 2012 – Asterix a Obelix ve službách Jejího Veličenstva

### Režie
- 2000: La Bostella
- 2005: Akoibon